# Palácio de Eltham
O Eltham Palace (Palácio de Eltham) é um antigo palácio Real da Inglaterra, situado em Eltham, dentro do borough londrino de Greenwich, no sudeste de Londres. Actualmente, está na posse do English Heritage e encontra-se aberto ao público. Tem sido dito que a Art Deco presente no interior do palácio é uma "obra prima do desenho moderno".

## Palácio histórico

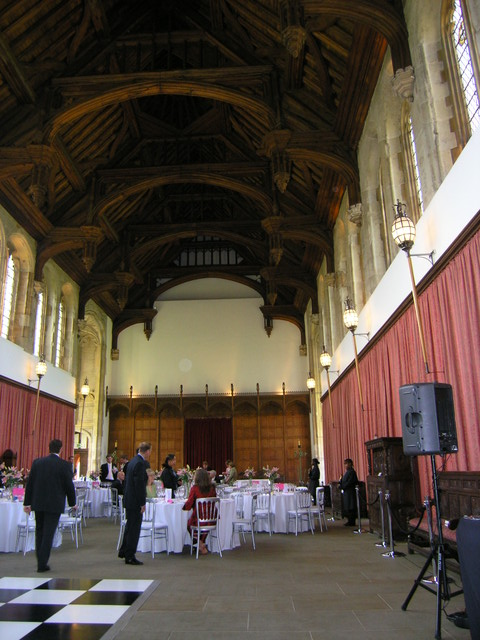
O Great Hall de Eltham Palace em 2004.

Em 1086, na época do levantamento do Domesday Book, existia uma casa de campo ou feudo (manor) em Eltham, que pertencia ao bispo Odo de Bayeux, meio-irmão do rei Guilherme I de Inglaterra.
O palácio original foi dado a Eduardo II, em 1305, pelo Arcebispo de Durham, Anthony Bek, e usado como uma residência Real do século XIV so século XVI. De acordo com um registo, o incidente que inspirou a fundação, por Eduardo III, da Ordem da Jarreteira, teve lugar ali. Como palácio favorito de Henrique IV, serviu para acolher Manuel II Paleólogo, o único Imperador Bizantino a visitar a Inglaterra, entre Dezembro de 1400 e Janeiro de 1401, com uma justa a ser disputada em sua honra. Ainda existe ali um pátio próprio para estas disputas. Eduardo IV construíu um Great Hall na década de 1470.
Príncipe Henrique cresceu no Eltham Palace, sendo ali que conheceu o erudito Erasmus, ficando fortemente impressionado por ele. As Cortes Tudor usaram o palácio frequentemente para as suas celebrações de Natal. Na década de 1630, numa época em que o palácio já não era usado pela Família Real, foi dado a Sir Anthony van Dyck o uso de um conjunto de salas como refúgio rural. O palácio nunca viria a recuperar da negligência a que foi sujeito durante a Guerra Civil Inglesa.
O actual edifício foi construído na década de 1930 no mesmo sítio do original, tendo incorporado o seu Great Hall, o qual está coberto pelo terceiro maior telhado travejado da Inglaterra. Fragmentos das paredes de outros edifícios mantêm-se visíveis pelos jardins, e a ponte do século XV ainda atravessa o fosso. Um facto pouco conhecido sobre o Eltham Palace é a existência de, pelo menos, três túneis de fuga, os quais têm saída em várias partes de Eltham. Um deles saía no jardim do vicariato, o qual ficava adjacente aos banhos de Eltham (infelizmente demolido há muitos anos). Na colina do parque existe um outro. O terceiro túnel fica nos terrenos do que foi uma quinta.

## Palácio moderno
Em 1933, Sir Stephen e Lady Virginia Courtauld adquiriram o direito de arrendamento do lugar do palácio e restauraram o Great Hall enquanto construíam um elaborado edifício, internamente em estilo Art Deco. Stephen era o irmão amis novo do industrial e coleccionador de arte Samuel Courtauld, fundador do Instituto Courtauld de Arte. O lemur de estimação dos Courtauld tinha uma sala especial no andar superior do palácio, a qual tinha uma portinhola que lhe dava acesso a todo o edifício. Os Courtauld permaneceram em Eltham até 1944, quando o telhado do Great Hall foi severamente danificado por uma bomba). Nesse ano, a família mudou-se para a Escócia, doando o palácio aos Royal Army Educational Corps (Corpos Educacionais do Exército Real) em Março de 1945; esta instituição manteve-se ali até 1992.
Em 1995, o English Heritage assumiu a administração do palácio e, em 1999, completou as principais reparações e restauro dos interiores e dos jardins.
O palácio encontra-se aberto ao público, podendo ser alugado para casamentos e outros eventos. Encontram-se disponíveis transportes públicos nas vizinhas Mottingham railway station e Eltham railway station, ambas as estações de caminho de ferro a curta distância do palácio, existindo, ainda, parqueamento grátis para automóveis no local. Existe, também, um café e uam loja de lembranças.

## Eltham Palace no cinema

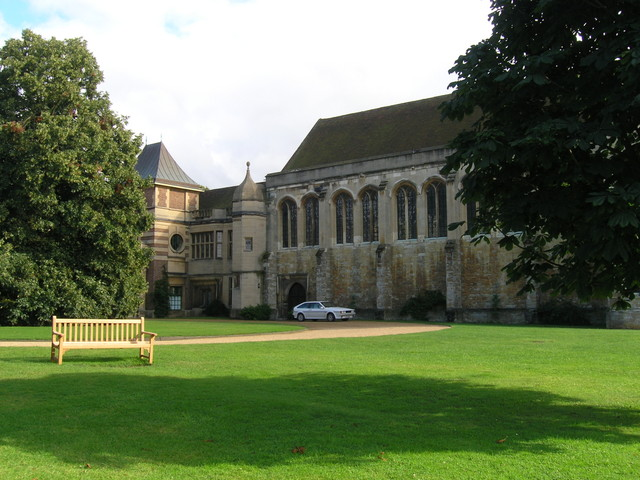
Exterior do Eltham Palace em 2004.

Muitos filmes e programas de televisão têm sido filmados em Eltham Palace, incluindo:
- Bright Young Things
- I Capture the Castle
- High Heels and Low Lifes
- The Gathering Storm
- Home Front
- Any Questions
- The History of Romantic Love
- This Morning
- Antiques Roadshow
- The Truth
- The 200 Year House
- Brideshead revisited (produção de 2007 pela BBC)
- Clipe do single "Shake it Out", de Florence and the Machine.
- Clipe do single "Froot", de Marina and the Diamonds, dirigido por Chino Moya.